# Walter Schottky Institut
Das Walter Schottky Institut, benannt nach dem deutschen Physiker und Elektrotechniker Walter Schottky, ist Zentralinstitut für Grundlagen der Halbleiterphysik an der Technischen Universität München. Es wurde 1986 in Garching bei München gegründet, um den Austausch zwischen der Grundlagenwissenschaft und der angewandten Forschung im Bereich der Halbleiterelektronik zu stärken. Zu diesem Zweck besteht es aus vier Lehrstühlen:
- Halbleiter-Nanostrukturen und -Quantensysteme, Leitung: Jonathan Finley
- Experimentelle Halbleiterphysik I, Leitung: Leitung: Ian Sharp
- Experimentelle Halbleiterphysik II, Leitung: Martin Stutzmann
- Halbleiter-Technologie, Leitung: Mikail A. Belkin

Zwei davon widmen sich der experimentellen Physik und je einer der Elektrotechnik und der theoretischen Physik.

## Geschichte
Die Idee für eine interdisziplinäre Forschungseinrichtung, welche die Lücke zwischen Grundlagenphysik und angewandter Halbleiterelektronik schließen sollte, kam in den frühen 1980er Jahren auf. Halbleiter-Heterostrukturen wurden in dieser Zeit zu einem sehr beliebten Forschungsgebiet, da mit deren Hilfe einige bemerkenswerte Entdeckungen in der Halbleiterphysik gemacht wurden.
Im Februar 1985 schrieb Gerhard Abstreiter, Professor an der TU München, ein Memorandum über den Aufbau eines Forschungsinstituts, mit spezifischem Fokus auf Halbleiter-Forschung und Bauteilentwicklung. Nach Auszeichnung mit dem Nobelpreis für Physik 1985 von Klaus von Klitzing, der bis kurz vor Bekanntgabe am Physikdepartment der TU München tätig war, erhielt die ohnehin schon durch den Forschungsvorstand von Siemens unterstützte Idee große Zustimmung. Somit wurden bereits im Dezember 1985 mit dem bayerischen Staatsministerium für Unterricht und Kultus sowie dem bayrischen Kultusminister Hans Maier die Rahmenbedingungen für die Gründung des Forschungsinstitutes als Kollaborationsprojekt zwischen der TU München und Siemens besprochen.
Die Baukosten von 16,4 Mio. DM wurden zunächst von Siemens getragen und der bayrische Staat stellte 15 Mio. DM für die Ausstattung zur Verfügung. Nach nur zwei Jahren Bauzeit wurde das Walter-Schottky Institut am 14. Juli 1988 offiziell eingeweiht. Die TU München übernahm das Institut schließlich vollständig im Jahr 1992.

## Ausstattung

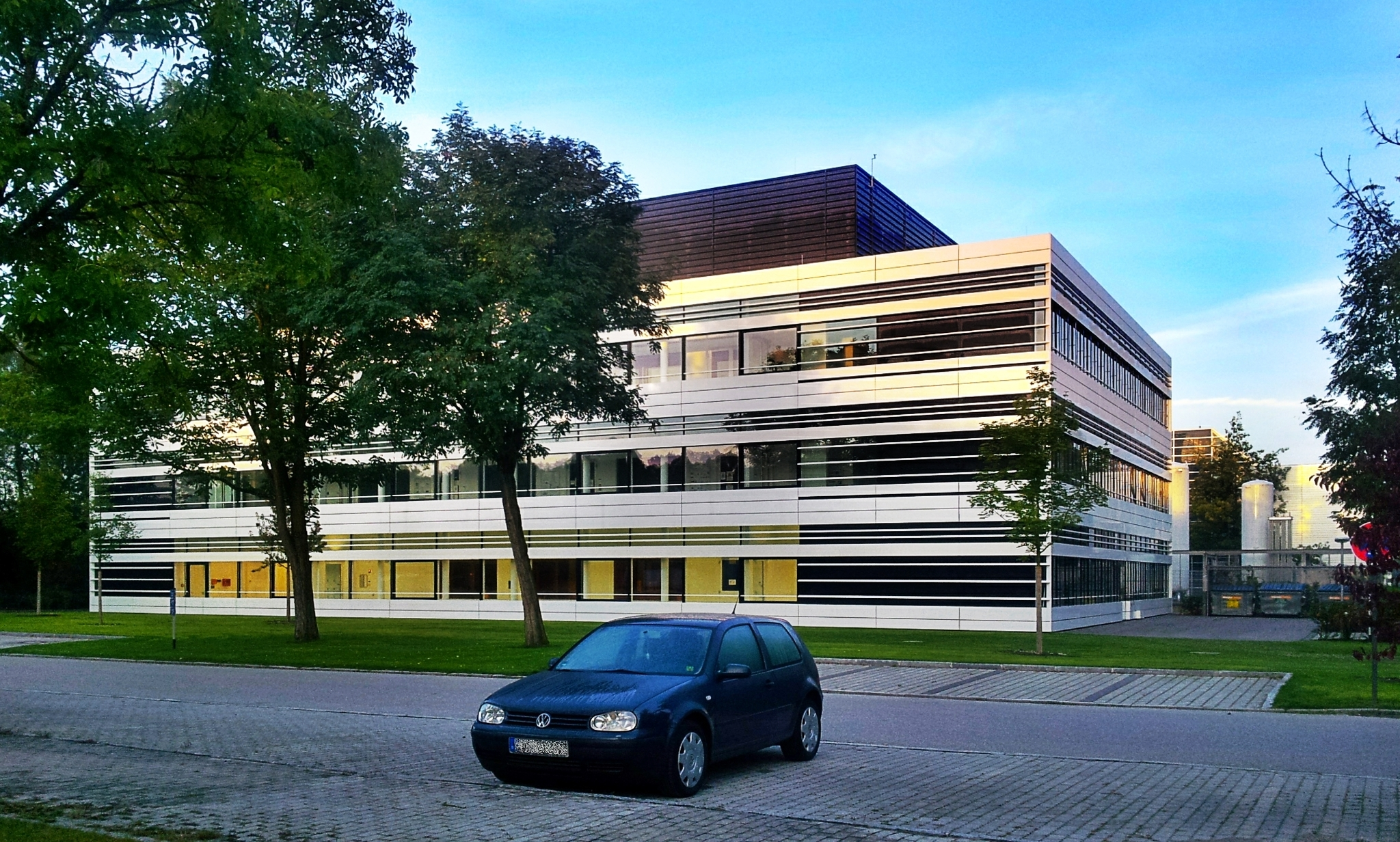
Center for Nanotechnology and Nanoscience

Das Institutsgebäude bietet auf einer Fläche von 2400 m² Platz für Labore und Büros von acht Forschungsgruppen in vier Lehrstühlen mit insgesamt über 150 Mitarbeitern. Davon stehen 250 m² als Reinraum zur Verfügung. Zur Ausstattung gehören mehrere MBE-Anlagen, mit Hilfe derer nanoelektronische Strukturen hergestellt werden. Das Institut gilt als eine der weltweit führenden Forschungseinrichtungen für die Fabrikation und Charakterisierung von Halbleiter-Heterostrukturen.
Im Juli 2010 wurde mit dem Center for Nanotechnology and Nanoscience in direkter Nachbarschaft ein Erweiterungsbau eröffnet.

## Projekte
- Fabrikation und Charakterisierung von neuen Halbleiter-Materialien, Materialkombinationen und Funktionalisierung von Oberflächen
- Entwicklung von neuen Fabrikations- und Charakterisierungsmethoden für Halbleiter-Nanostrukturen
- Grundlagenphysik mit Fokus auf elektronischen und optischen Eigenschaften von niedrig dimensionalen Systemen
- Herstellung von neuartigen Halbleiter-Bauelementen für ultraschnelle Elektronik, Optoelektronik und biologische/chemische Sensoren
- Theorie und Simulation von modernen Halbleiter Materialien und Bauelementen

Das Walter Schottky Institut ist in verschiedenen Kollaborationsprojekten mit Max-Planck-Instituten, Fraunhofer-Instituten und industrieller Forschung tätig.